# Быков, Владимир Лазаревич
Быков Владимир Лазаревич (5 октября 1947, Ленинград — 24 мая 2022, Санкт-Петербург) — советский и российский учёный, деятель медицинского образования, доктор медицинских наук, профессор, заведующий кафедрой гистологии, цитологии и эмбриологии ПСПбГМУ им. акад. И. П. Павлова (1992—2022), автор учебников по гистологии.

## Биография
Родился 5 октября 1947 года в Ленинграде.
Мать – Клавдия Александровна Быкова – химик-технолог, в годы войны защищала Ленинград в рядах МПВО, была старшиной и инструктором по химзащите. Отец - Лазарь Владимирович Фунштейн – работал оператором на Ленфильме. В годы войны служил в артиллерийской разведке в действующей армии. Прошёл через Варшаву, дошёл до Берлина. Был награждён Орденом Отечественной войны II степени, Медалью «За боевые заслуги», Орденом Красной Звезды, Медалью «За победу над Германией в Великой Отечественной войне 1941–1945 гг.».
Дядя — Лев Владимирович Фунштейн (1902—1970) — доктор медицинских наук, профессор, майор медицинской службы.
В 1972 году Владимир Лазаревич Быков с отличием окончил Первый Ленинградский медицинский институт имени академика И. П. Павлова по специальности «лечебное дело». С 1973 по 1981 гг. и с 1989 по 1992 гг. работал на кафедре гистологии, цитологии и эмбриологии своего альма-матер ассистентом, затем профессором. В 1992—2022 гг. — заведующий кафедрой гистологии, цитологии и эмбриологии ПСПбГМУ им. акад. И. П. Павлова.
С 1981 г. по 1989 г. работал заведующим лабораторией морфологии микозов во Всесоюзном Центре по глубоким микозам при МЗ СССР на базе Отдела глубоких микозов с клиникой ЛенГИДУВ. В 1977 году защитил кандидатскую диссертацию на тему «Возрастные изменения щитовидной железы (морфометрическое, гистохимическое и хронобиологическое исследование)», в 1988 — докторскую на тему «Патоморфогенез кандидоза при эндокринных нарушениях». Профессор по кафедре гистологии с 1991 г. В 1996 году избран членом-корреспондентом, а в 2006 — академиком РАЕН.
Являлся членом Президиума Правления Всероссийского научного общества анатомов, гистологов, эмбриологов и его Санкт-Петербургского отделения (зам. Председателя), членом Президиума Правления Международной Ассоциации Морфологов (бывшего Всесоюзного научного общества анатомов, гистологов, эмбриологов) его Координационного Совета, членом координационного учебно-методического совета Минздрава РФ по анатомии и гистологии, заместителем председателя учебно-методической комиссии Минздравсоцразвития РФ по гистологии, цитологии и эмбриологии.
Скончался 24 мая 2022 года в Санкт-Петербурге на 75-м году жизни. Похоронен на Большеохтинском кладбище.

## Научная деятельность
Быков Владимир Лазаревич является автором более 300 научных работ, в том числе известных в стране учебников «Цитология и общая гистология», «Частная гистология человека», «Гистология и эмбриология органов полости рта», руководства к практическим занятиям «Гистология, цитология и эмбриология» и многих других. На этих учебниках воспитано не одно поколение врачей. В течение 15 лет Быков В. Л. был главным редактором старейшего отечественного научного журнала РАМН «Морфология — Архив анатомии, гистологии, цитологии».